# Вуж (герб)
Вуж (Вонж, Змія, Вужик (Венжик), Захож; пол. Wąż, Wężyk, Zachorz, лат. Anguis (Змія), Serpens (Змій)) — шляхетський герб польського походження, вживаний низкою шляхетських родів Польщі, України, Білоруси та Литви часів Великого князівства Литовського та Речі Посполитої.

## Опис герба
У червоному полі зелений вуж у золотій короні, який звивається і тримає в пащі, вправо зверненій, зелене яблуко з гілочкою і двома зеленими листочками. Клейнод: п'ять страусових пер. Намет червоний, підбитий зеленню.
Ян Длугош так описував цей герб:
Венжики, (мається на увазі рід), вужа розлюченого в червонім полі носять. Польський рід, в якому люди гнівні (злі).
Каспер Несецький в IX томі свого "Гербовника Польського", спираючись на історичні праці Бартоша Папроцького, Шимона Окольського і Марціна Бельського, так описує герб:
Вуж має бути в золотій короні, сам же від шиї звитий (скручений), особливо його хвіст переплетений і покручений, в пащі, оберненій на щиті вправо, до половини тримає гілочку з яблуні з листям і яблуком зеленим, колір вужа чорний, поле щита червоне, на шоломі п'ять страусових пер.

## Історія

### Найдавніші згадки
В Польщу герб прийшов з Італії, спочатку був поширений серед родин, що осіли в калішській та сандомирській землях. Початок цього герба відносять до 1306 року і пояснюють його назву ім'ям того, кому він був вперше наданий. 
Найстарша печатка з 1389 року, письмовий запис також датується цим самим роком. Найдавнішим місцевим геральдичним джерелом, яке згадує про цей герб, є Insignia seu clenodia Regis et Regni Poloniae написане в 1464-1480 роках Яна Длугоша. 
"Вуж" є одним із 47 гербів польської шляхти, що були прийняті (адоптовані) литовськими і руськими боярами під час Городельської унії в 1413 році, таким чином відбулось зрівняння прав шляхти католицького віровизнання Королівства Польського та шляхти Великого князівства Литовського, Руського та Жемайтійського. Першим в Литовсько-Руській державі його взяв від невідомого шляхтича місцевий боярин Кочан Сукович (Koczan Sukowicz).

## Роди
Тадеуш Гайль подає такі родини, що володіли цим гербом: 
Амброжевичі (Ambrożewicz), Амброжкевичі (Ambrożkiewicz), Амброзевич (Ambroziewicz), Амброшкевичі (Ambroszkiewicz). 
Бабашовські (Babaszowski), Бенкунські (Benkuński), Бєлецькі (Білецькі) (Bielecki), Бєнькунські (Bieńkuński), Бжостовичі (Brzostowicz), Биковські (Bykowski), Богведські (Bogwiedzki), Богвецькі (Bogwiecki), Бомблевичі (Bomblewicz), Борейші (Borejsza), Бореки (Borek), Борки (Bork), Борхи (Borch), Бугвідські (Bugwidzki).
Велявські (Wielawski), Венжики (Wężyk), Відицькі (Widycki), Відуцькі (Widucki), Вільчковські (Wilczkowski), Вонжі (Wąż), Вонжковські (Wążkowski), Вонжодави (Wążodaw), Вонзіки (Wązik), Вяльбути (Wialbut).
Гардзінські (Gardziński), Германи (German, Herman), Ґжмуцькі (Ґржмуцькі) (Grzmucki), Грози (Groza), Грозовські (Grozowski), Грошковські (Groszkowski), Грошовські (Groszowski), Грудзі (Grudź), Груздзі (Gruzdź), Грузьдзі (Gruźdź), Ґурські (Górski).
Даменцькі (Damięcki), Демонтовичі (Demontowicz), Дешини (Deszyn), Дешинські (Deszyński), Дешнянські (Deszniański), Длотовські (Dłotowski), Длутовські (Dłótowski, Dłutowski), Добжанковські (Dobrzankowski).
Жмигродські (Żmigrodzki), Жмигроцькі (Żmigrocki), Жмієвські (Żmijewski), Жмійовські (Żmijowski).
Зиркевичі (Zyrkiewicz).
Ковачі (Kowacz), Кожарські (Kożarski), Козанецькі (Kozanecki), Козачинські (Kozaczyński), Койчани (Koyczan), Кончани (Konczan), Корани (Koran), Корачі (Koracz), Костровецькі (Kostrowiecki), Костровицькі (Kostrowicki), Костровські (Kostrowski), Котвачі (Kotwacz), Котушовські (Kotuszowski), Кочальські (Koczalski), Кочельські (Koczelski), Кочульські (Koczulski), Кузарські (Kuzarski), Кучковські (Kuczkowski), Кшиковські (Krzykowski).
Лойви (Łojwa), Лойво (Łojwo, Łoywo), Любоховські (Lubochowski).
Магери (Magiera), Малджики (Małdrzyk), Малджицькі (Małdrzycki), Маліки (Малики) (Malik), Миколаєвські (Mikołajewski).
Недихи (Niedych), Нядихи (Niadych).
Обжизевичі (Obrzyziewicz), Одольські (Odolski), Ожеговські (Ożegowski).
Пісецькі (Pisecki), Подолинські (Podoliński), Полайовські (Połajowski), Поляновські (Polanowski), Пояловські (Pojałowski), П'ясецькі (Piasecki).
Рабашовські (Rabaszowski), Райські (Rajski, Rayski), Раціборовські (Raciborowski), Рашевські (Raszewski), Ржешовські (Жешовські) (Rzeszowski), Рубашовські (Rubaszowski), Рудські (Rudzki), Рутські (Rutski), Руцькі (Rucki).
Саковичі (Sakowicz), Сарцевичі (Sarcewicz), Семлі (Семля) (Siemla), Сиктовські (Syktowski), Ситковські (Sytkowski), Скаловські (Skałowski), Скольтецькі (Skoltecki), Скультецькі (Skultecki), Скшинські (Skrzyński), Славицькі (Sławicki), Суковичі (Sukowicz), Сулковичі (Sułkowicz), Сулковські (Sułkowski), Сурковські (Surkowski).
Третяки (Тшецяки, Тржецяки) (Trzeciak), Туровичі (Turowicz).
Фірсовичі (Ферсовичі) (Fiersowicz), Фунґери (Funger), Фурсевичі (Fursewicz, Fursiewicz).
Ціхонські (Cichoński), Ціхоцькі (Cichocki), Цековські (Ciekowski), Цеховські (Ціховські) (Ciechowski), Цехомські (Ціхомські) (Ciechomski), Цімоховські (Cimochowski). 
Чеховицькі (Czechowicki).
Шамошевські (Szamoszewski), Шемеші (Szemesz), Шемоші (Szemosz), Шемьоші (Szemiosz), Шкублецькі (Szkublecki), Шкутецькі (Szkutecki), Шурковські (Szurkowski).
Щубьоли (Szczubioł)
Янушкевичі (Januszkiewicz), Ясенецькі (Jasieniecki), Ясенські (Jasieński), Ясінські (Jasiński).
Станіслав Дзядулевич перераховує родини татарського походження: Бєлицьких (Білицьких), Фурсевичів та Шемошів. Фурсевичі мали б походити від жившого в XV столітті Фурса (ймовірно, вже охрещеного в греко-католицькому обряді, на що вказують імена його синів: Петро, Андрій, Денис, Митько). Бєлицькі (Білицькі), що використовували придомок Фурс були, скоріш за все, гілкою родини Фурсевичів й походили від жившого в першій половині XVI століття Гурина Митькевича Фурсевича. Цей же Гурин мав володіти двором в містечку Бєліци (Білиці), від назви якого його нащадки пізніше й взяли собі прізвище. Фурсів гербу "Вуж" було дві родини, з яких одна була гілкою відомого роду юшенського, а її засновником мав бути внук Тимірчі (Tymircza) - Кільдиш Ходиревич (Kildysz Chodyrewicz), який згаданий в 1528 році. Натомість предком другої родини Фурсів мав бути слуга княжни Семенової Пінської Фурс, син Івана, який 1495 року отримав від своєї пані село Краснів в пінському повіті. Родина Шемошів з придомком Венжик були записані до уланської хоругви й бути відгалуженням відомої татарської князівської родини Ассанчуковичів. Їхнім предком мав бути внук Урус-Улана, Саф'ян Ассанович з придомком (прізвиськом) Шемеша (Szemiesza), який близько 1500 року згаданий як володар частини сіл Кені та Демидкова в гродненському повіті.

### Інші прізвища
В 1855 році російський геральдист Олександр Лакієр видав книгу Російська геральдика, в котрій він наводить прізвища російських дворян, що прийняли деякі польські герби. Серед них є герб "Вуж". Автор не пояснює, в який спосіб відбулись такі прийняття. Відомо, що кілька польських родин осіли в Росії. Місцеві російські родини, навпаки, могли приймати польські герби на основі подібности їх власних зображень на гербах. Гербом "Вуж", згідно Лакієра, користувалась російська родина Казарських (Козарських) (в Речі Посполитій була родина Кожарських цього ж гербу).
Каспер Несецький також відносить до цього гербу родини: Відавських (Widawski), Гротовських (Grotowski), Конарських (Konarski), Куровських (Kurowski), Лойків (Łojko), Оринських (Oryński), Осінських (Osiński), Подолецьких (Podolecki), Седлецьких (Сідлецьких) (Siedlecki), Фурсів (Furs) та Ціхомських (Cichomski).  
Юрій Личковській додає ще дві родини: Венських (Wieński) та Фуровичів (Furowicz).

## Різновиди
Цей герб допускає деякі видозміни, а саме: змій буває іноді з короною на голові, яблуком в роті викривленим хвостом, що утворює цифру 8. В інших гербах той же коронований змій тримає в роті кулю з хрестом, в інших він ковтає дитину, і, нарешті, є герби, в яких два вужа з висунутими жалами стоять один проти іншого і, стикаючись хвостами, дивляться один на одного.
Володарі варіантів герба:

Венжик — (з 1380 герб Вонж) роду Куровських з Курова.

- Вуж ІІ (Wąż II) - Ціховські (Cichowski), Фурси (Furs), Жиркевичі (Żyrkiewicz).
- Вуж ІІІ (Wąż III) - Подолецькі (Podolecki).
- Вуж IV (Wąż IV) – Лойки (Łojko, Łoyko), Рендзейовські (Рендзевські, Ридзевські, Жендзеєвські (Ржендзеєвські), Жендзейовські (Ржендзейовські)) (Rędziejowski, Rędziewski, Rydzewski, Rzędziejewski, Rzędziejowski).
- Вуж V (Wąż V) – Сідлевські (Siedlewski).
- Вуж VI (Wąż VI) - Козарські (Kozarski), Осінські (Osiński), Сідлецькі (Siedlecki), Венжовські (Wężowski), Відавські (Widawski).

Є й інші варіанти цього герба.

## Вплив на територіальну геральдику

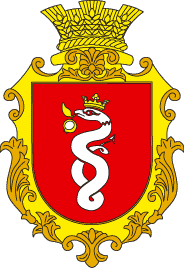
Герб села Фурси Білоцерківському районі Київської області

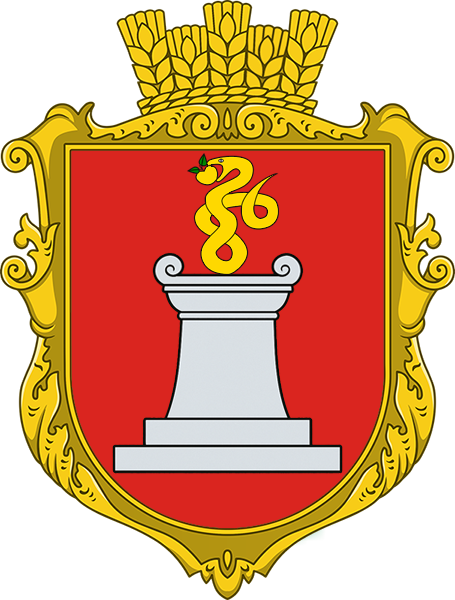
Герб села Уралове (Олтар) Сумської області